# Архангельская Слобода
Арха́нгельская Слобода́ (укр. Архангельська Слобода) — село в Зеленоподской сельской общине Каховского района Херсонской области Украины.
Население по переписи 2001 года составляло 1136 человек. Почтовый индекс — 74842. Телефонный код — 5536. Код КОАТУУ — 6523584701.

## Местный совет
74842, Херсонская обл., Каховский р-н, с. Архангельская Слобода, ул. Урицкого, 39б